# Marie Tempest
Marie Tempest, pseudonimo di Mary Susan Etherington, DBE (Londra, 15 luglio 1864 – Londra, 15 ottobre 1942), è stata un soprano e attrice inglese.
Nota come la "regina della sua professione", la Tempest diventò il soprano più famoso della commedia lirica leggera e della commedia musicale edoardiana nella tarda epoca vittoriana. Più tardi divenne un'attrice comica di spicco e girò largamente in Nord America e altrove. Fu a volte manager teatrale di se stessa per una carriera durata 55 anni. La Tempest fu anche determinante nella fondazione di Equity, il sindacato degli attori in Gran Bretagna.

## Biografia

### Primi anni e formazione
Marie Tempest nacque a Londra. I suoi genitori erano Edwin Etherington (1838–1880), un cartolaio e Sarah Mary Castle Etherington. Marie fu educata presso la Midhurst School e un convento di Orsoline a Thildonck, in Belgio. Successivamente studiò musica a Parigi, in Francia e alla Royal Academy of Music di Londra, come allieva di canto di Manuel García, tutor di Jenny Lind. Adottò come nome d'arte parte del nome di Lady Susan Vane-Tempest, che definiva la sua madrina. La Tempest aveva una sorella di nome Florence Etherington che sposò il direttore di teatro Michael Levenston.
Marie sposò Alfred Edward Izard, un altro studente dell'Accademia, nel 1885. Quel matrimonio finì con il divorzio quattro anni dopo e Izard ricevette un risarcimento dall'accordo di divorzio. Ebbe un figlio di nome Norman nel 1888, che in seguito sarebbe stato indicato dalla stampa come "Norman Lennox", prendendo il cognome del secondo marito della Tempest, Cosmo Lennox, che sposò dieci anni dopo.

### Inizi della carriera
Tempest debuttò nel 1885 come Fiametta nell'operetta Boccaccio di Franz Suppé al Comedy Theatre di Londra, dove interpretò anche il ruolo di protagonista in Erminie di Edward Jakobowski. Recitò stabilmente a Londra per i successivi due anni in opere leggere di Hervé e André Messager, tra gli altri. Diventò famosa a livello mondiale per la sua interpretazione della protagonista in Dorothy di Alfred Cellier e B. C. Stephenson (1887), che ebbe una durata record di 931 spettacoli (diventando un successo dopo che Tempest assunto il ruolo della protagonista da Marion Hood). Il suo matrimonio venne danneggiato dalle voci di una relazione con il suo produttore, ma le stesse voci aumentarono solo il suo fascino verso il suo pubblico. Richard D'Oyly Carte prese in considerazione l'idea di ingaggiarla nella sua compagnia d'opera, ma W. S. Gilbert (dopo averla vista in Dorothy) riferì che era "stridula" e la proposta fu abbandonata.

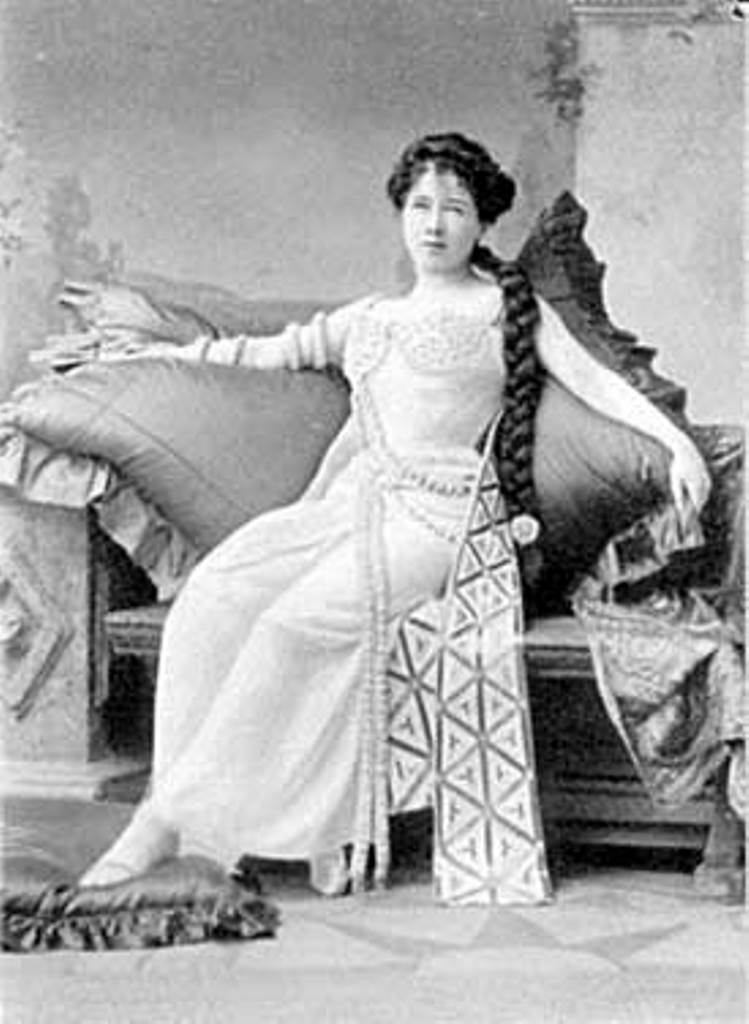
La Tempest in A Greek Slave (1898)

Nel 1889 la Tempest recitò in Doris di Cellier e Stephenson. L'anno successivo creò il ruolo di Kitty Carol in The Red Hussar a Londra e poi a New York. Andò poi in tournée negli Stati Uniti e in Canada per un anno con la compagnia comica J. C. Duff in opere come Carmen, Manon, Mignon, The Bohemian Girl e The Pirates of Penzance. Tornò a Broadway per i successivi tre anni in numerose produzioni tra cui The Tyrolean, The Fencing Master di Reginald De Koven e Harry B. Smith e The Algerian. Durante questo periodo era considerata una delle poche rivali di Lillian Russell. Un critico americano scrisse nel 1894:
Nel 1895 George Edwardes la riportò a Londra per recitare nelle sue produzioni del Daly's Theatre, a partire da Adele in An Artist's Model, che andò avanti per oltre 400 spettacoli. A ciò seguirono i ruoli principali ne The Geisha (1896), che ebbe ancora più successo, con 760 spettacoli, A Greek Slave (1898) e un altro successo mondiale, San Toy (1899). La Tempest era una star difficile e le sue discussioni con Edwardes e alcuni dei suoi colleghi erano ben note. Le sembrava che Edwardes fosse troppo severo e alla fine lasciò San Toy nel 1900, secondo quanto riferito, per una lite relativa al suo costume.

### 1899-1915
Nel 1899 la Tempest si sposò nuovamente con l'attore e drammaturgo Cosmo Stuart (Cosmo Charles Gordon-Lennox), figlio di Lord Alexander Gordon-Lennox. Su suo consiglio la Tempest abbandonò le operette per la commedia pura. Nel 1900 creò il ruolo di Nell Gwyn in English Nell di Anthony Hope (basato su Simon Dale) al Prince of Wales Theatre di Londra, seguito nello stesso teatro nel 1901 dai ruoli da protagonista in Peg Woffington di Charles Reade e Becky Sharp, un adattamento di La fiera della vanità, di Robert Hichens e suo marito. Lo stesso anno recitò nel ruolo di Polly Eccles in Caste di T. W. Robertson, seguito nel 1902 dal ruolo principale in The Marriage of Kitty, sempre scritto da Stuart. Questi ruoli la affermarono come attrice comica di spicco, in particolare quando recitava il tipo della donna vivace nelle commedie da salotto, che la rivista TIME chiamava "una parte di Marie Tempest... una matrona vivace e ben educata, con un modo felino e una lingua tagliente ma un cuore d'oro". Max Beerbohm la descrisse come "una delle pochissime attrici inglesi dotate di emozioni".
Dopo molti altri ruoli simili al Duke of York's Theatre e al Comedy Theatre, la Tempest fece una tournée in America nel 1904, riprendendo il suo ruolo in The Marriage of Kitty e nel ruolo principale di The Freedom of Suzanne. Apparve a Londra nel 1907 in The Truth al Comedy Theatre, scritto e diretto da Dion Boucicault, anche se "è la recitazione di Miss Tempest che la gente andrà a vedere", scrisse The Observer, "e non sarà delusa". Recitò anche in The Barrier di Alfred Sutro nel 1907. Nel 1908 Mrs. Dot di Somerset Maugham le fornì probabilmente il suo ruolo più bello, seguito da parti in All-of-a-Sudden Peggy e Penelope. Ritornò in America nel 1909 per un tour di due anni e apparve in spettacoli come Caste e La fiera delle vanità.
Ritornata in Inghilterra nel 1911 la Tempest si unì a un cast stellare per la produzione di Herbert Beerbohm Tree di The Critic di Richard Brinsley Sheridan, con Arthur Bourchier, C. Hayden Coffin, Lily Elsie, George Grossmith, Jr., Charles Hawtrey, Cyril Maude, Gerald Du Maurier, Gertie Millar, Edmund Payne, Courtice Pounds, Violet Vanbrugh e Arthur Williams, tra gli altri. Iniziò quindi a dirigere personalmente i teatri in cui recitava. Prese in affitto The Duke of York's Theatre e produsse un revival di The Marriage of Kitty. Negli anni successivi recitò nelle sue produzioni nei teatri di Londra. A questo seguì nel 1913 una rivisitazione di London Assurance, il cui ricavato fu donato in aiuto al fondo pensione degli attori King George. Trascorse otto anni, a partire dal 1914, in tournée in America, Canada, Australia, Nuova Zelanda, Sudafrica, India, Singapore, Cina, Giappone e Filippine. Uno dei suoi ruoli, nel 1915, fu quello della protagonista in Rosalind di J.M. Barrie. Barrie ammirava l'abilità di Tempest sia di ridere che di piangere, scrivendo "un capolavoro nel lasciare che questi due si fondessero l'uno nell'altro, non solo sulla sua stessa faccia, ma sulle facce di tutti quelli che le stavano davanti".

### Anni successivi e morte
Alla fine Tempest tornò in Inghilterra dall'America nel 1922, facendo rivivere The Marriage of Kitty. Il secondo marito della Tempest era morto nel 1921 e si sposò di nuovo lo stesso anno, questa volta a Sydney con l'attore William Graham Browne, che l'aveva accompagnata durante tutto il suo tour e che la accompagnava regolarmente sul palco nelle sue successive apparizioni nel West End. Negli anni '20, la Tempest aveva superato il suo temperamento fastidioso e si era trasformata in una donna di mezza età affascinante ed elegante. Nel 1924 accettò di nuovo una parte cantata in Midsummer Madnessal di Clifford Bax al Lyric Theatre. Creò il ruolo di Judith Bliss in Hay Fever di Noël Coward (1925), che in seguito fu eseguita come revival in da attrici importanti come Edith Evans a Judi Dench. La sua popolarità continuò in spettacoli come Passing Brompton Road di Jevan Brandon-Thomas e The Cat's Cradle di Aimee e Philip Stuart. Ebbe anche un altro ruolo da cantante nel 1927 in The Marquise, scritto per lei da Coward. ("È un piccolo pezzo secco e fragile, ma incornicia adeguatamente la grande attrice") Recitò poi nel ruolo di Olivia in Mr. Pim Passes By di A.A. Milne (1928), The First Mrs Fraser di St. John Ervine (1929 , dando 632 spettacoli al Haymarket Theatre) e "Fanny Cavendish" in Theatre Royal (1934).
Negli anni successivi la Tempest cominciò a darsi da fare per il bene dei membri della sua professione. Nel 1934 fu determinante nella fondazione del sindacato degli attori Equity, quando ospitò una cena al Savoy Hotel per 85 artisti importanti. Il 28 maggio 1935 il giubileo d'oro di Tempest fu celebrato con un'esibizione benefica al Theatre Royal, Drury Lane, con la partecipazione di Re Giorgio V e la Regina Maria. Il programma ebbe il contributo artistico, tra gli altri, di J. M. Barrie, Noël Coward, Edward German e Somerset Maugham. La Tempest apparve in un atto ciascuno di The Marriage of Kitty e Little Catherine, due dei suoi ruoli più popolari. Il ricavato dell'evento di £5.000 fu donato all'Ospedale di San Giorgio per essere utilizzato dai membri della professione teatrale.
Coward scrisse quanto segue a Hector Bolitho, il suo biografo:
Fu nominata Dama Commendatore dell'Ordine dell'Impero Britannico (DBE) nel 1937, lo stesso anno in cui morì il suo terzo marito, Graham Browne. L'anno successivo creò il ruolo di Dora Randolph nella commedia di Dodie Smith Dear Octopus. In seguito continuò a recitare, anche se con meno frequenza. Andò in tournée in Gran Bretagna con The First Mrs. Fraser con A. E. Matthews e Barry Morse nel 1941, un anno prima della sua morte. Nello stesso anno la sua casa fu bombardata a Londra durante il Blitz e perse gran parte dei suoi averi. Osservò:
La Tempest morì a Londra nel 1942 all'età di 78 anni e fu cremata al Golders Green Crematorium. Una targa blu fu collocata nel luogo di casa sua al 24 Park Crescent di Londra.

## Filmografia
- 1900 – San Toy in San Toy
- 1915 – Mrs. Plum in Mrs. Plum's Pudding
- 1937 – Baroness Lindenborg in Moonlight Sonata
- 1938 – Jennifer Varwell in Yellow Sands